# Teorema de los tres cuadrados de Legendre
En matemáticas, el teorema de los tres cuadrados de Legendre establece que un número natural se puede representar como la suma de tres cuadrados de números enteros, es decir, de la forma
{\displaystyle n=x^{2}+y^{2}+z^{2}}
si y sólo si {\displaystyle n} no es de la forma {\displaystyle n=4^{a}(8b+7)} para enteros no negativos {\displaystyle a} y {\displaystyle b}.

Las distancias entre los vértices de un cubo unitario doble son raíces cuadradas de los primeros seis números naturales debido al teorema de Pitágoras (√7 no es posible debido al teorema de los tres cuadrados de Legendre).

Los primeros números que no se pueden expresar como la suma de tres cuadrados (es decir, números que se pueden expresar como {\displaystyle n=4^{a}(8b+7)}) son: 7, 15, 23, 28, 31, 39, 47, 55, 60, 63, 71... (sucesión A004215 en OEIS)
| a b                                        | 0   | 1   | 2    |
| ------------------------------------------ | --- | --- | ---- |
| 0                                          | 7   | 28  | 112  |
| 1                                          | 15  | 60  | 240  |
| 2                                          | 23  | 92  | 368  |
| 3                                          | 31  | 124 | 496  |
| 4                                          | 39  | 156 | 624  |
| 5                                          | 47  | 188 | 752  |
| 6                                          | 55  | 220 | 880  |
| 7                                          | 63  | 252 | 1008 |
| 8                                          | 71  | 284 | 1136 |
| 9                                          | 79  | 316 | 1264 |
| 10                                         | 87  | 348 | 1392 |
| 11                                         | 95  | 380 | 1520 |
| 12                                         | 103 | 412 | 1648 |
| Unexpressible values up to 100 are in bold |     |     |      |

## Historia
Pierre de Fermat afirmó que los números de la forma 8 a + 1 y 8a + 3 son sumas de un cuadrado más el doble de otro cuadrado, pero no proporcionó una prueba. N. Beguelin observó en 1774 que todo número entero positivo que no tenga la forma 8 n + 7, ni la forma 4n, es la suma de tres cuadrados, pero tampoco proporcionó una prueba satisfactoria. En 1796, Gauss demostró su teorema de Eureka de que todo entero positivo n es la suma de 3 números triangulares ; esto es equivalente al hecho de que 8 n + 3 es la suma de tres cuadrados. En 1797 o 1798 Legendre obtuvo la primera demostración de su teorema de los 3 cuadrados. En 1813, Cauchy señaló que el teorema de Legendre es equivalente a la afirmación de la introducción anterior. Anteriormente, en 1801, Gauss había obtenido un resultado más general, que contenía como corolario el teorema de Legendre de 1797-8. En particular, Gauss contó el número de soluciones de la expresión de un número entero como la suma de tres cuadrados, lo que es una generalización del resultado de Legendre, cuya demostración era incompleta. Este último hecho parece ser la razón de afirmaciones incorrectas posteriores que decían que la demostración del teorema de los tres cuadrados de Legendre era defectuosa y que tuvo que ser completada por Gauss.
Con el teorema de los cuatro cuadrados de Lagrange y el teorema de los dos cuadrados de Girard, Fermat y Euler, el problema de Waring para {\displaystyle k=2} está completamente resuelto.

## Demostraciones
La parte del "sólo si" del teorema es sencilla, ya que cualquier cuadrado módulo 8 es congruente con 0, 1 o 4 y, al hacer la suma de tres de ellos no podemos obtener un número de la forma {\displaystyle 4^{a}(8b+7)}
Del recíproco hay varias demostraciones (además de la de Legendre). Una de ellas fue publicada en 1850 por Dirichlet, y se ha convertido en clásico. Requiere tres lemas principales:
- la ley de reciprocidad cuadrática ,
- el teorema de Dirichlet sobre progresiones aritméticas, y
- la clase de equivalencia de la forma cuadrática ternaria trivial.

## Relación con el teorema de los cuatro cuadrados
Este teorema se puede utilizar para demostrar el teorema de los cuatro cuadrados de Lagrange, que establece que todos los números naturales se pueden escribir como una suma de cuatro cuadrados. Gauss señaló que el teorema de los cuatro cuadrados se deriva fácilmente del hecho de que cualquier entero positivo que sea 1 o 2 módulo 4 es una suma de 3 cuadrados, porque cualquier entero positivo no divisible por 4 se puede reducir a esta forma restando 0 o 1 de él. Sin embargo, demostrar el teorema de los tres cuadrados es considerablemente más difícil que una demostración directa del teorema de los cuatro cuadrados sin utilizar el teorema de los tres cuadrados como lema. De hecho, el teorema de los cuatro cuadrados fue demostrado antes, en 1770.